# Kostel svatého Václava (Lovosice)
Kostel svatého Václava je barokní sakrální stavbou stojící na místě původního dřevěného kostela na ulici Osvoboditelů v Lovosicích. Je chráněn jako kulturní památka České republiky.

## Historie
Stavitelem lovosického barokního kostela je Petr Antonín Versa, který na něm pracoval v letech 1733-1748. Velká oprava proběhla v roce 1933.

## Architektura

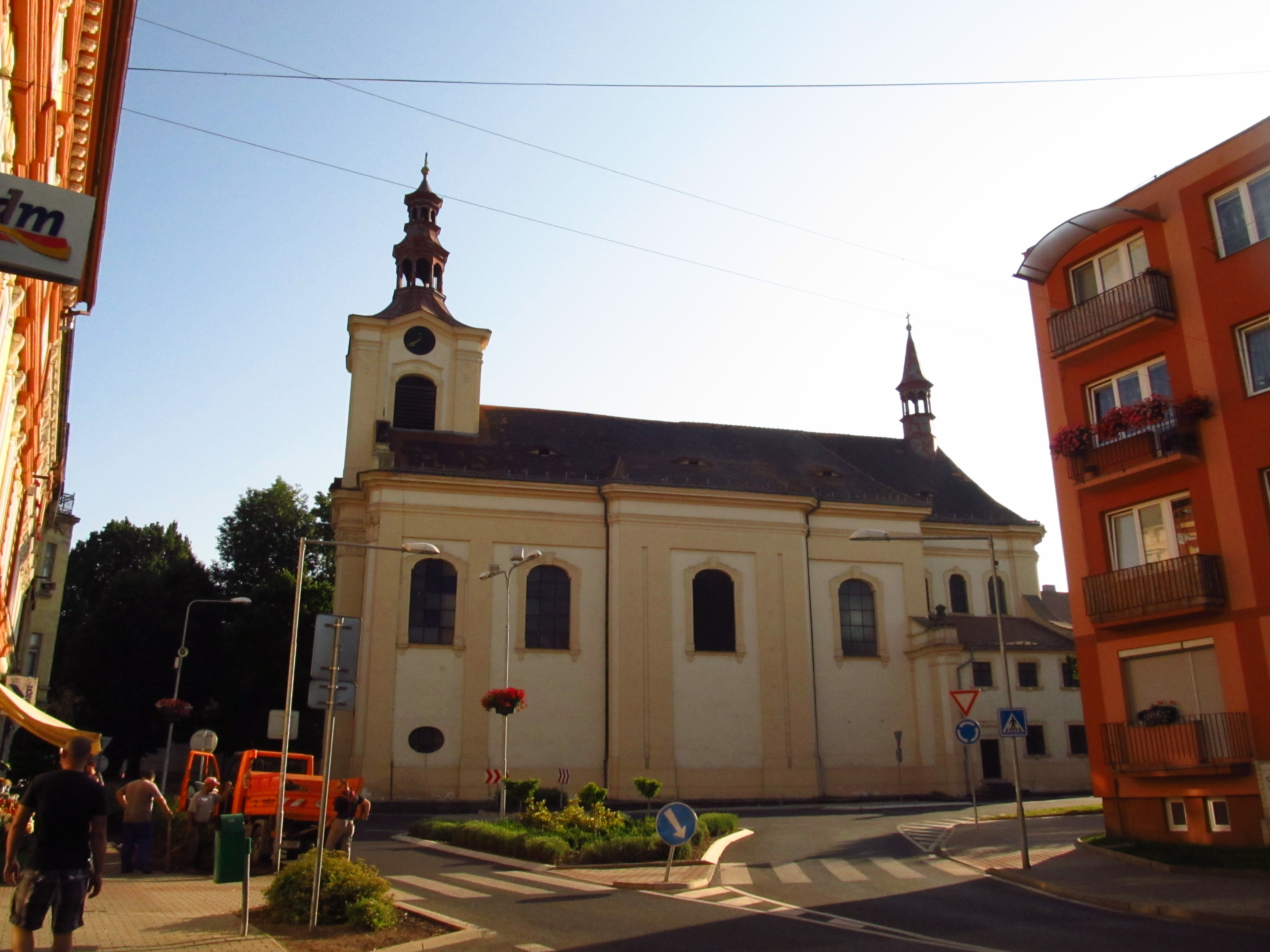
Boční pohled na lovosický kostel sv. Václava

### Exteriér
Kostel je jednolodní, obdélný, s oble zakončeným užším presbytářem s bočními patrovými přístavky a s věží nad průčelím. Boční fasády jsou s měkkými rizality a lizénovými rámci. V západní části kostela je v přízemí oválné, v patře velké, polokruhově zakončené okno. V ostatních polích jsou velká, užším polokruhem zakončená okna s klenáky. Na východních nárožích presbytáře jsou pilastry. V závěru kostela je velké okno. Boční přístavky s nárožními pilastry jsou připojeny k závěru hladkými křídlovými zdmi s vázami. Nad závěrem kostela se nachází sanktusník. V ose tříosého západního průčelí je rizalit. Jak nároží, tak i rizalit jsou lemovány pilastry. V rizalitu se nachází portál s tesaným znakem v nástavci a vysoké okno, v bočních osách obdélného portálu. Jižní vchod je slepý, s iluzívním malovaným napodobením kovových dveří. V nikách jsou sochy sv. Jana Křtitele a sv. Jana Nepomuckého. Nad kladím rizalitu se nachází trojúhelníkový křídlový štít s kartuší, nad ním hranolová věž s nárožními pilastry, velkými okny a dvakrát odstupňovanou osmibokou zvonicí.

### Interiér
Kostel má obdélný presbytář s mohutným kladím a pilastry při východních nárožích. Pod kladím se po každé straně nachází jedno jednoduché a jedno sdružené obdélné okno, v přízemí pravoúhlý portál. Kolem portálů i oken je plochý štukový dekor. Nad sdruženými okny jsou malá oválná pole s freskami. Nad kladím presbytáře jsou tři trojlistem zakončená okna a valená klenba s lunetami.
Loď kostela je sklenuta dvěma poli valené klenby s lunetami. Střední část lodi je sklenuta plackou. Stěny jsou členěny zdvojenými pilastry na pilířích s mohutnými úseky kladí. Kůr je otevřen do lodi stlačeným obloukem. Je sklenut valenou klenbou se stýkajícími se lunetami. Před kůrem do lodi kostela je vyložena úzká balkónovitá část s plochou poprsnicí na dvou sloupech z 19. století.
Předsíň má křížovou klenbu a pás valené klenby. Po jižní straně předsíně se nachází takřka čtvercová kaple, která má hladkou křížovou klenbu a je osvětlována oválným oknem v hluboké šikmé špaletě. Po severní straně předsíně je schodiště.
V lodi kostela i v presbytáři jsou zachovalé fresky od litoměřického malíře J.J. Čecha (Czecha) z roku 1740. Nad okny lodi se nacházejí malované kartuše. Na klenbě lodi a pod kůrem jsou výjevy z legendy o sv. Václavu. Na klenbě kůru se nacházejí čtyři andílci a na západní stěně hudoucí andělé. Na klenbě presbytáře je zobrazena Apoteóza sv. Václava. Sakristie po severní straně presbytáře má křížovou klenbu, v patře nad ní se nachází oratoř s plochým stropem a další místnost. V přístavku po jižní straně je předsíň. Druhá oratoř a místnost mají valenou klenbu s lunetami.

## Vybavení

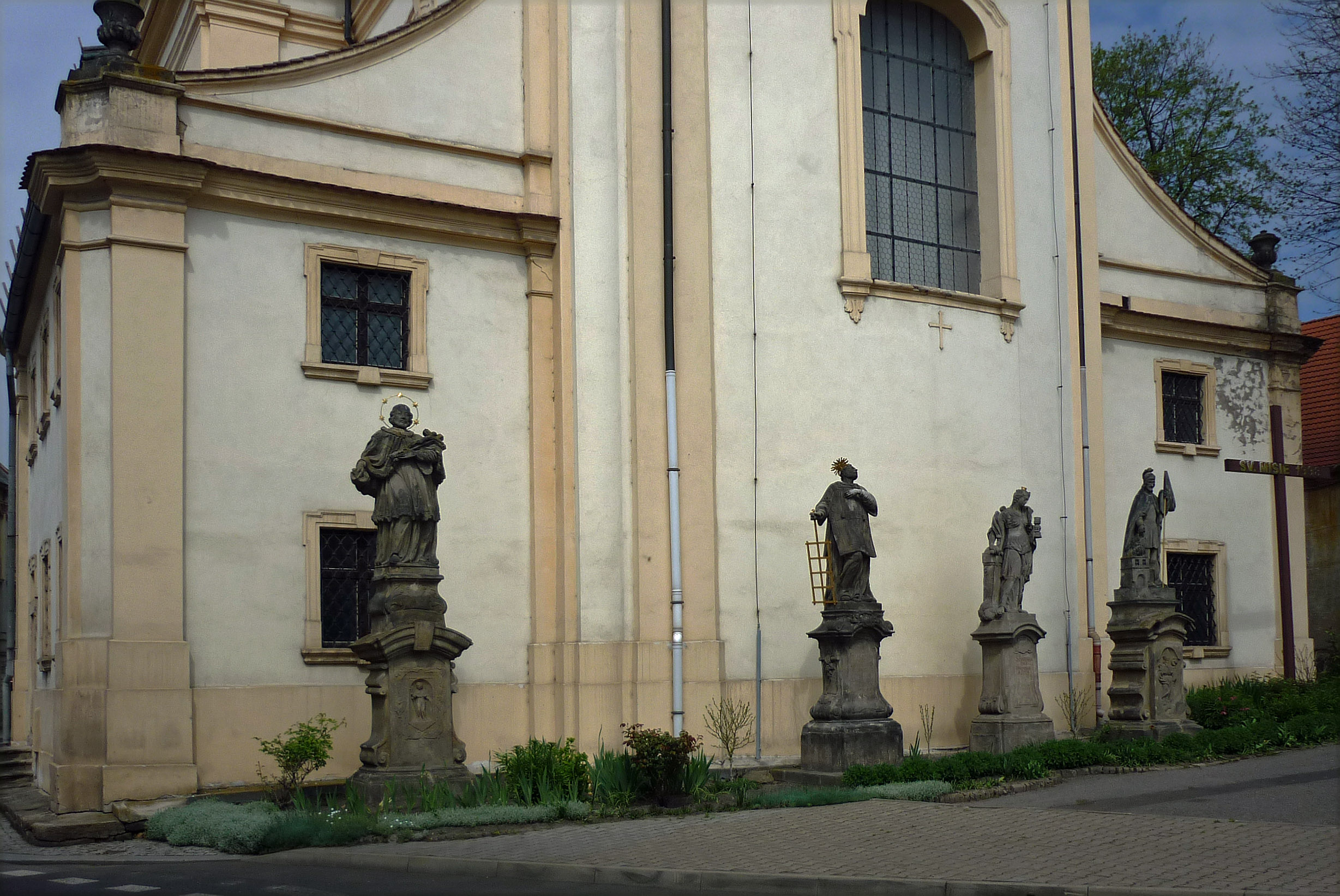
Sochy před závěrem kostela

Zařízení kostela je převážně rokokové pocházející z 2. poloviny 18. století. Hlavní oltář s predellou a tabernáklem pochází od mramoráře J.V. Hennevogela. Oltářní obraz sv. Václava z roku 1887 je dílem J. Heřmana. Šest bočních rokokových oltářů: Krista, sv. Jana Nepomuckého, sv. Františka Xaverského, sv. Dominika, Panny Marie a sv. Barbory je vybaveno obrazy převážně od J.J. Čecha, truhlářskými pracemi pocházejícími od A. Trabece (Vrabce?) a štafířskými pracemi od E. Meinerta zřejmě z roku 1746. Oltář Ukřižování je rokokový. Pochází z poloviny 18. století a je doplněn velkým křížem a sochami Panny Marie, sv. Jana Evangelisty a sv. Máří Magdalény. Oltář s novější sochou sv. Antonína Paduánského je raně barokní. Na ním se nachází reliéf Panny Marie v obláčcích v akantovém rámu. Pochází z 1. čtvrtiny 18. století. V interiéru se nachází rokoková kazatelna s reliéfy zobrazující výjevy z Kristova života a kamenná barokní křtitelnice z roku 1716. Lavice pocházejí z roku 1741 a jsou dílem řezbáře J. Kutschery. Dvě dřevěné zpovědnice a varhany jsou rokokové. Náhrobník Marie Františky Bádenské pochází z roku 1702.

## Okolí kostela
Přímo před závěrem kostela stojí sochy sv. Jana Nepomuckého, sv. Vavřince, sv. Barbory a sv. Floriána, které pocházejí z 18. a 19. století